# بخش انیانگ
بخش انیانگ (به لاتین: Enyang District) یک منطقهٔ مسکونی در چین است که در باژانگ واقع شده‌است. بخش انیانگ ۱٬۱۵۶ کیلومتر مربع مساحت و ۶۲۰٬۰۰۰ نفر جمعیت دارد.